# Кагу-цуті
Каґу-цуті або Каґуцуті (яп. カグツチ), також Каґуцуті-но-камі (яп. 迦具土の神), Хінокаґуцуті (яп. 迦具土の神), або Хомусубі (яп. 火産霊) — японський камі вогню.

## Міфологія
Народження Каґу-цуті опалило його матір Ідзанамі, що призвело до її смерті. Його батько Ідзанаґі, у своєму горі, обезголовив Каґу-цуті своїм мечем, Аме но Охабарі (яп. 天之尾羽張), та порізав його тіло на вісім шматків, які стали вісьмома вулканами. Капаючи з меча Ідзанаґі, кров утворила ще декілька божеств, включно з морським богом Вататацумі і богом дощу Кураокамі.
Народження Каґу-цуті в японській міфології приходить наприкінці сотворіння всесвіту та знаменує початок смерті. В Енґісікі, джерелі, що містить міф, Ідзанамі, у своїх передсмертних муках, доручає богу води Мідзухаме вгамувати Каґу-цуті, якщо той стане агресивним. Ця історія також містить посилання на традиційні засоби боротьби з вогнем: гарбузи для перенесення води, мокра глина та водяний очерет гасіння вогню.
За часів Другої Світової Війни, Американська група бомбардувальників B-29, «The 40th Bombardment Group», була названа «Kagu-Tsuchi Group». Вони брали участь у бомбардуваннях Токіо[джерело?].